# Spärrkrusbär
Spärrkrusbär (Ribes divaricatum) är en ripsväxtart som beskrevs av David Douglas. Enligt Catalogue of Life ingår Spärrkrusbär i släktet ripsar och familjen ripsväxter, men enligt Dyntaxa är tillhörigheten istället släktet ripsar och familjen ripsväxter. Arten förekommer tillfälligt i Sverige, men reproducerar sig inte.

## Underarter
Arten delas in i följande underarter:
- R. d. parishii
- R. d. pubiflorum

## Bildgalleri

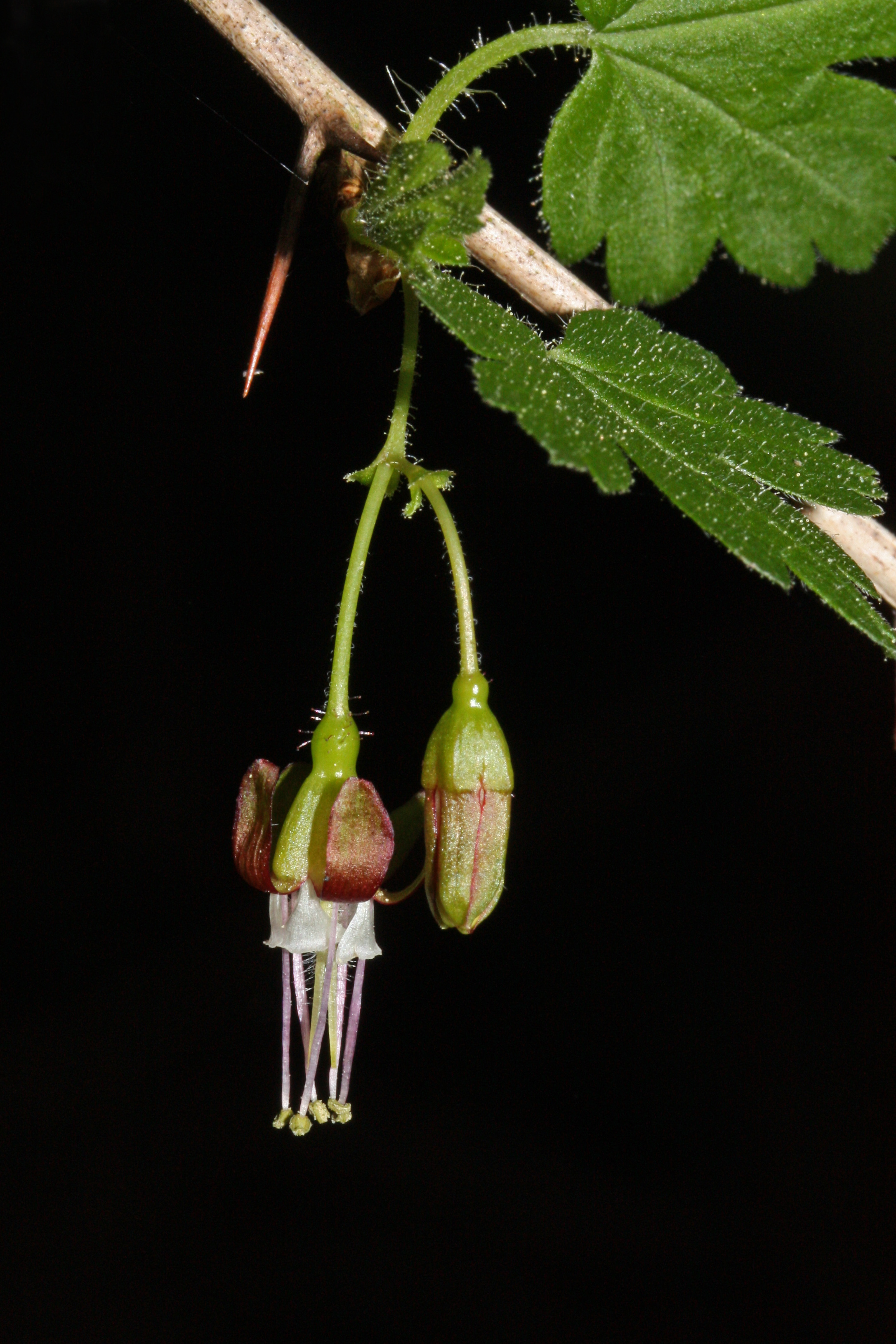
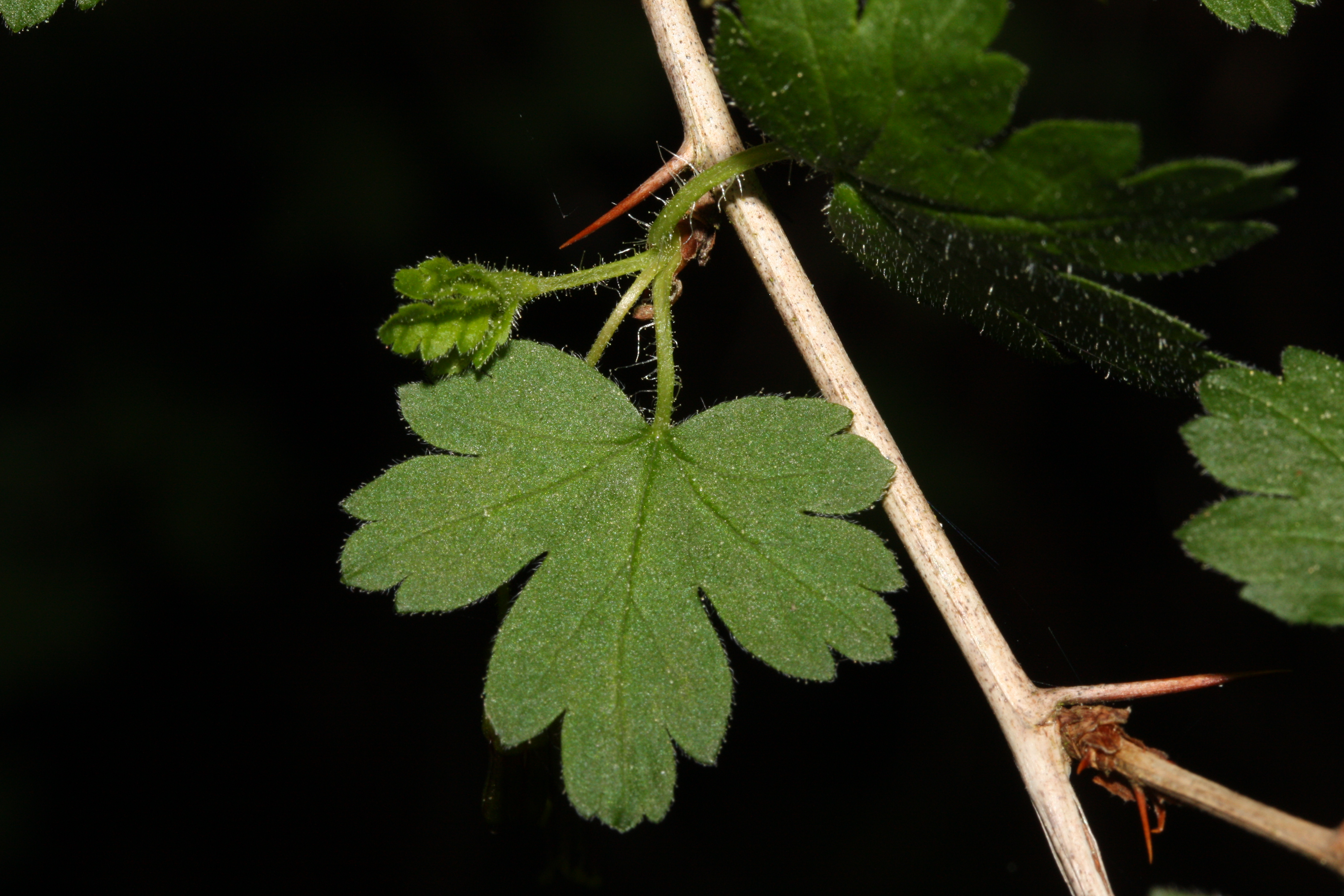
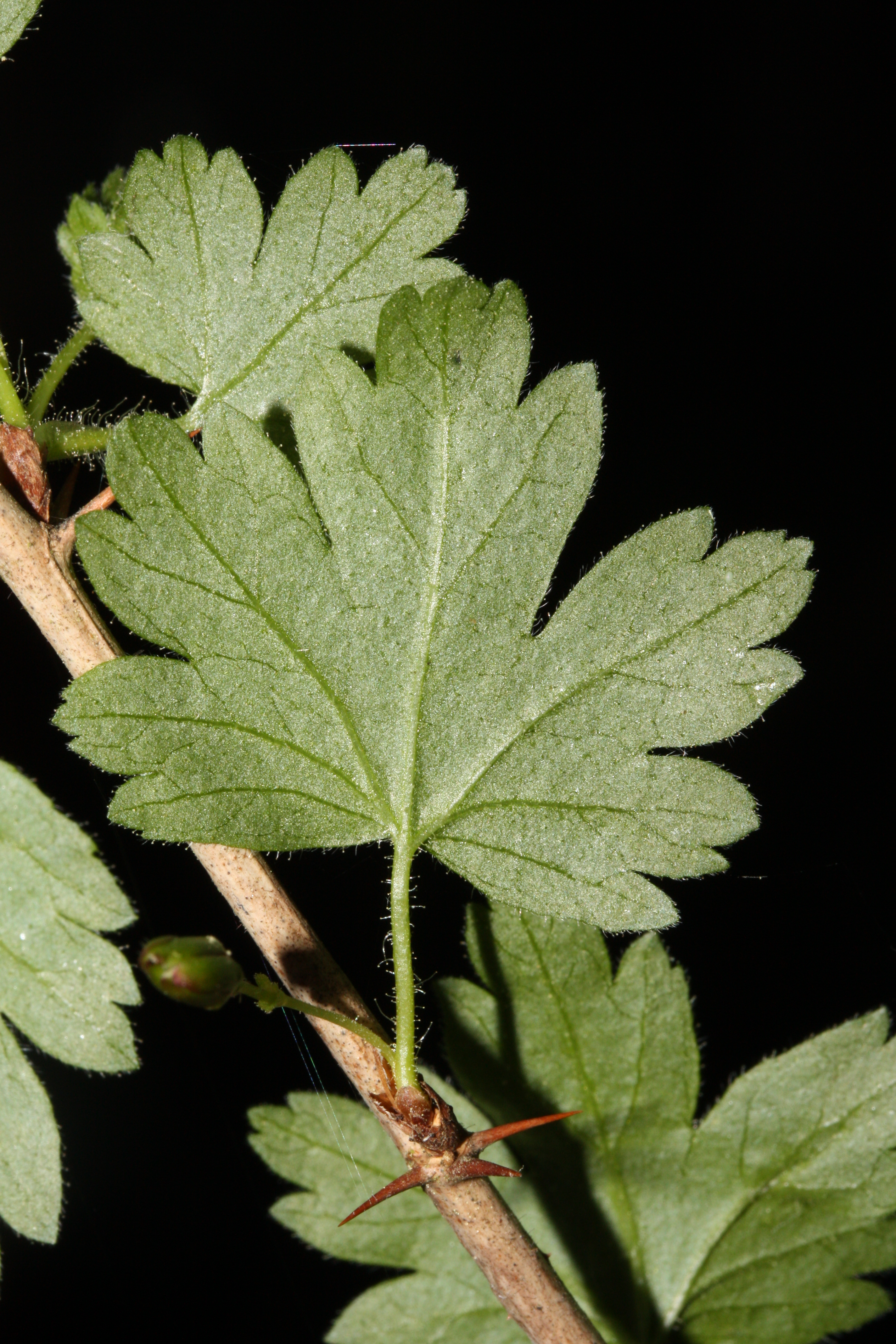
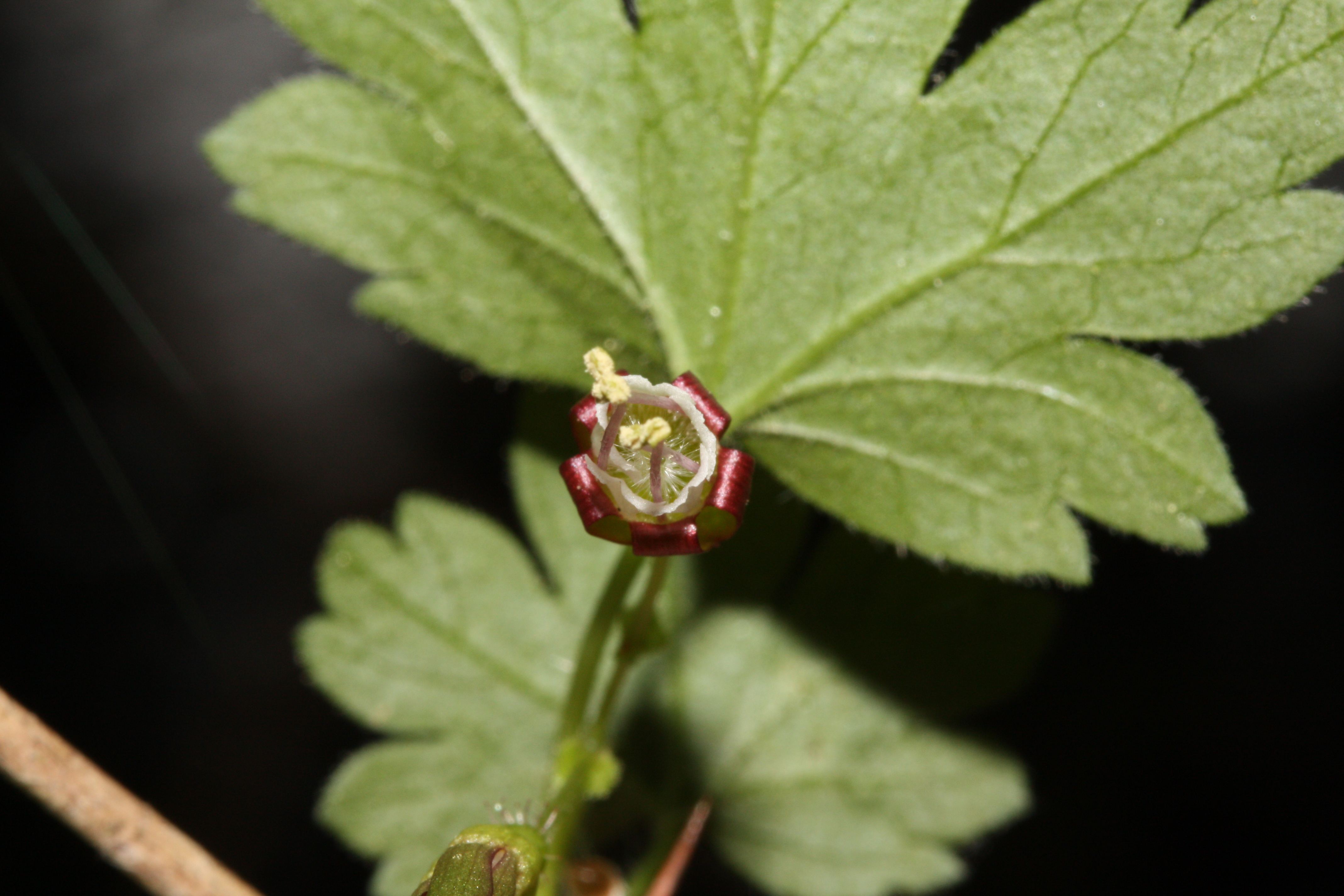
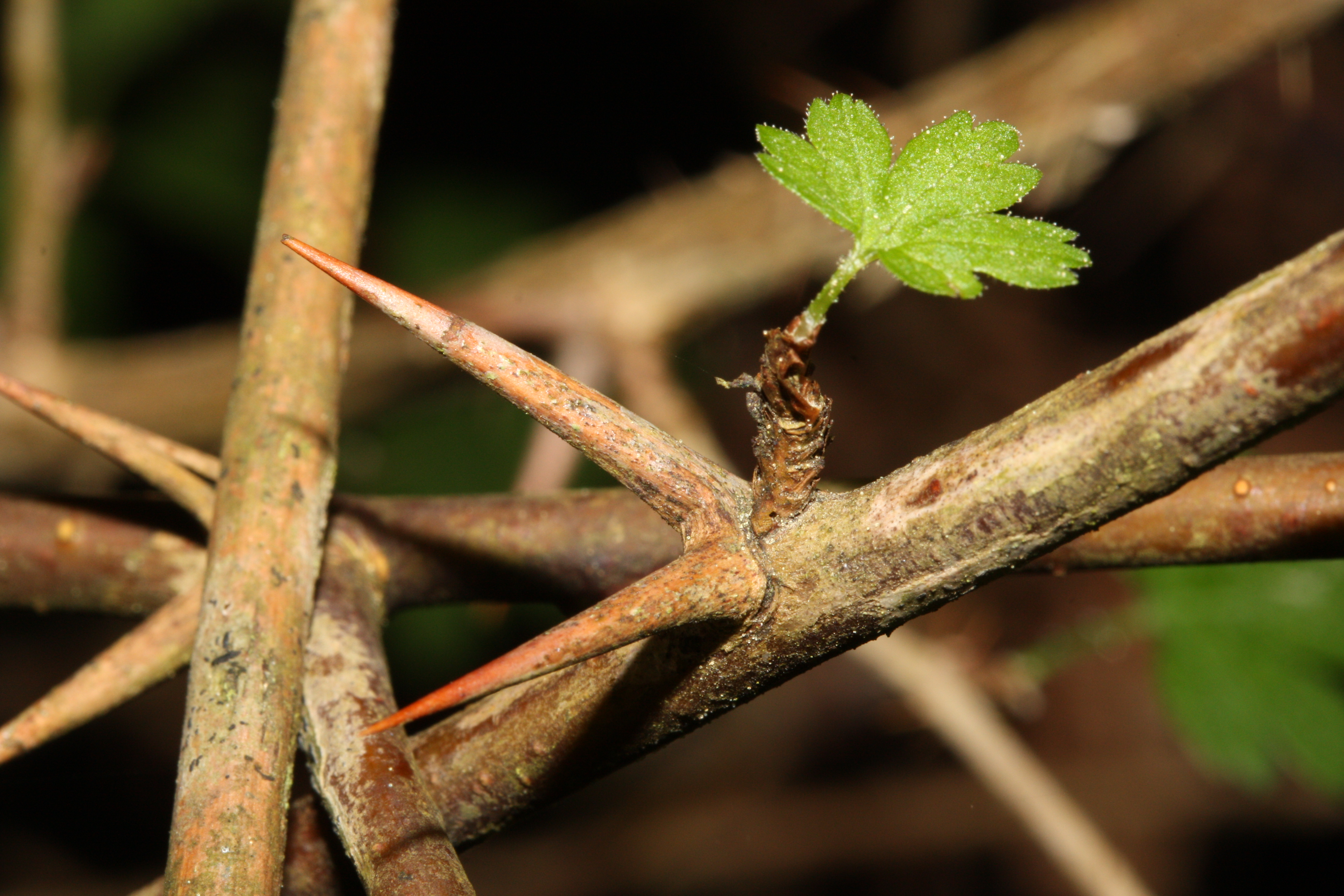
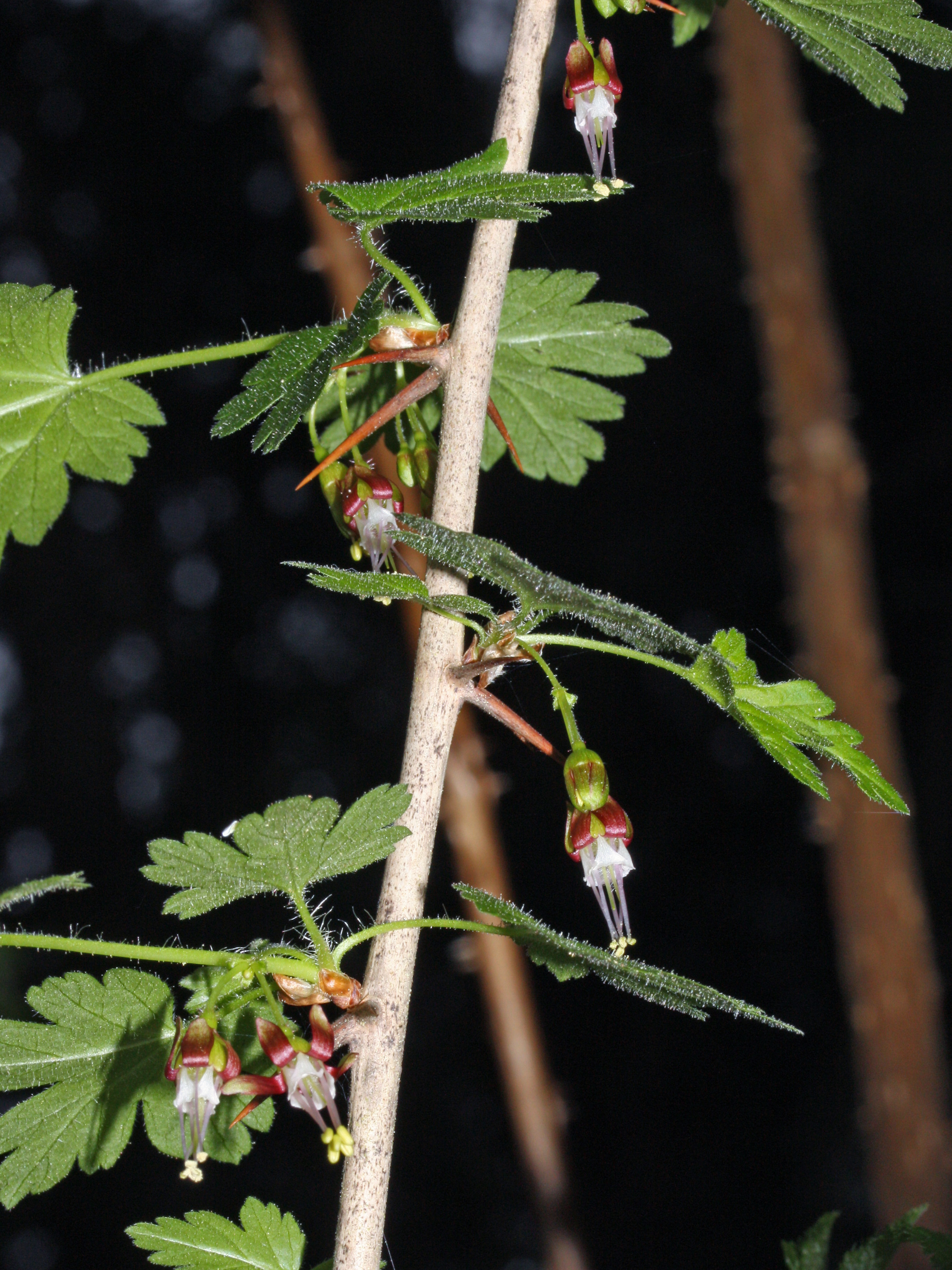